# Lövétebánya
Lövétebánya (románul Minele Lueta): Szentegyháza településrésze, Romániában, Hargita megyében.

## Fekvése
Székelyudvarhelytől 29 km-re keletre a Kis-Homoród szurdokában
fekszik, 1968-óta Szentegyházához tartozik, addig Lövétéhez tartozott.

## Története
Környéke vas- és mangánércben gazdag terület volt, ahol 1836-ban már élénk vaskő bányászat folyt. A vaskövet 1849-ig helyben, majd a szentkeresztbányai (később Szentegyháza) kohóban dolgozták fel. A készletek az 1980-as években nagyrészt kimerültek, ezért a termeléssel felhagytak. 1992-ben 275 lakosából 242 magyar, 29 cigány és 4 román volt. A trianoni békeszerződésig Udvarhely vármegye Homoródi járásához tartozott.

## Látnivalók
- Iskolamúzeum [3]
- Silye Lőrinc féle posztóványoló Archiválva 2021. november 29-i dátummal a Wayback Machine-ben
- Vasolvasztó kohók
- Bányász emlékmű

## Képgaléria

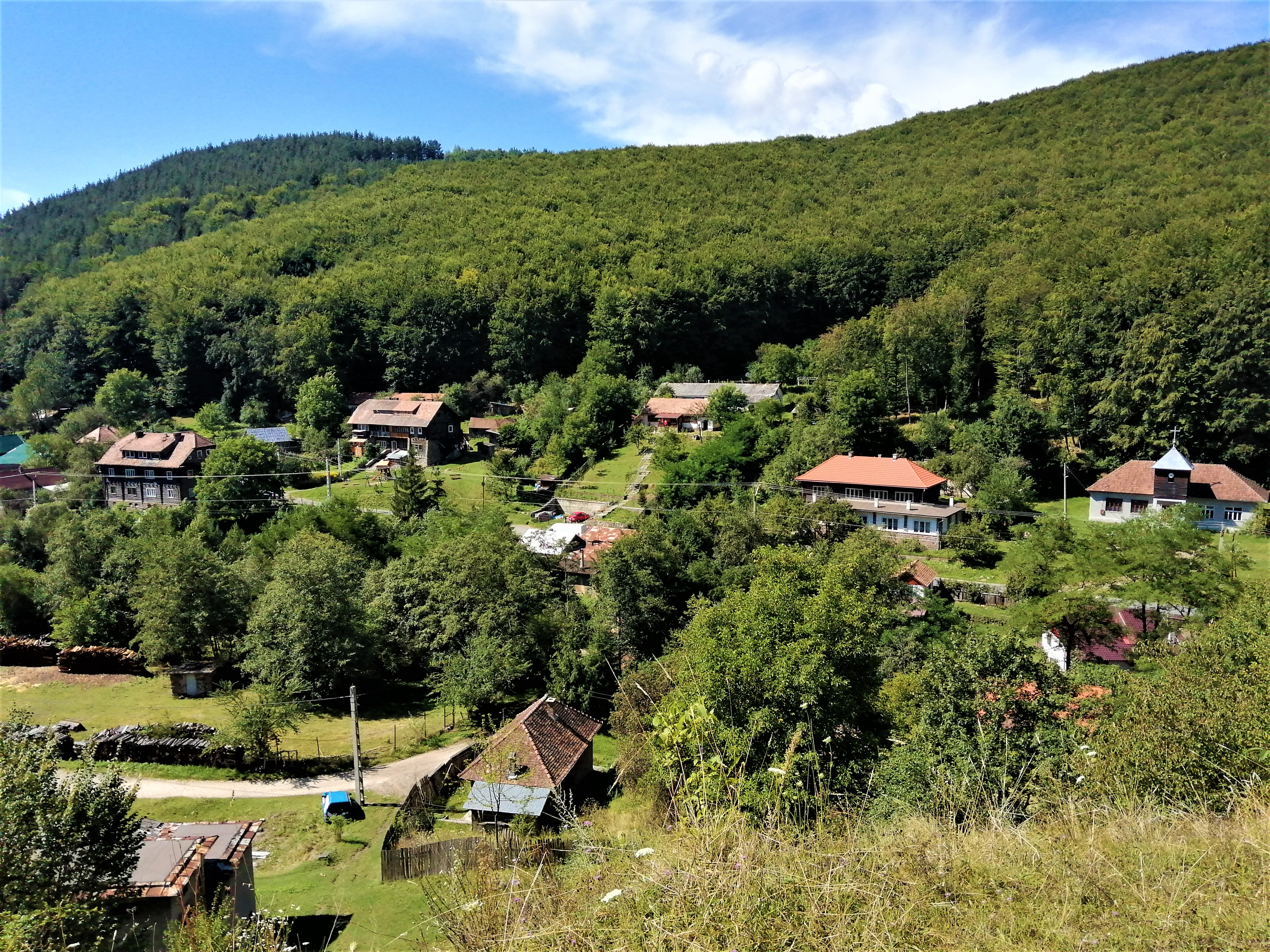
Látkép a településről
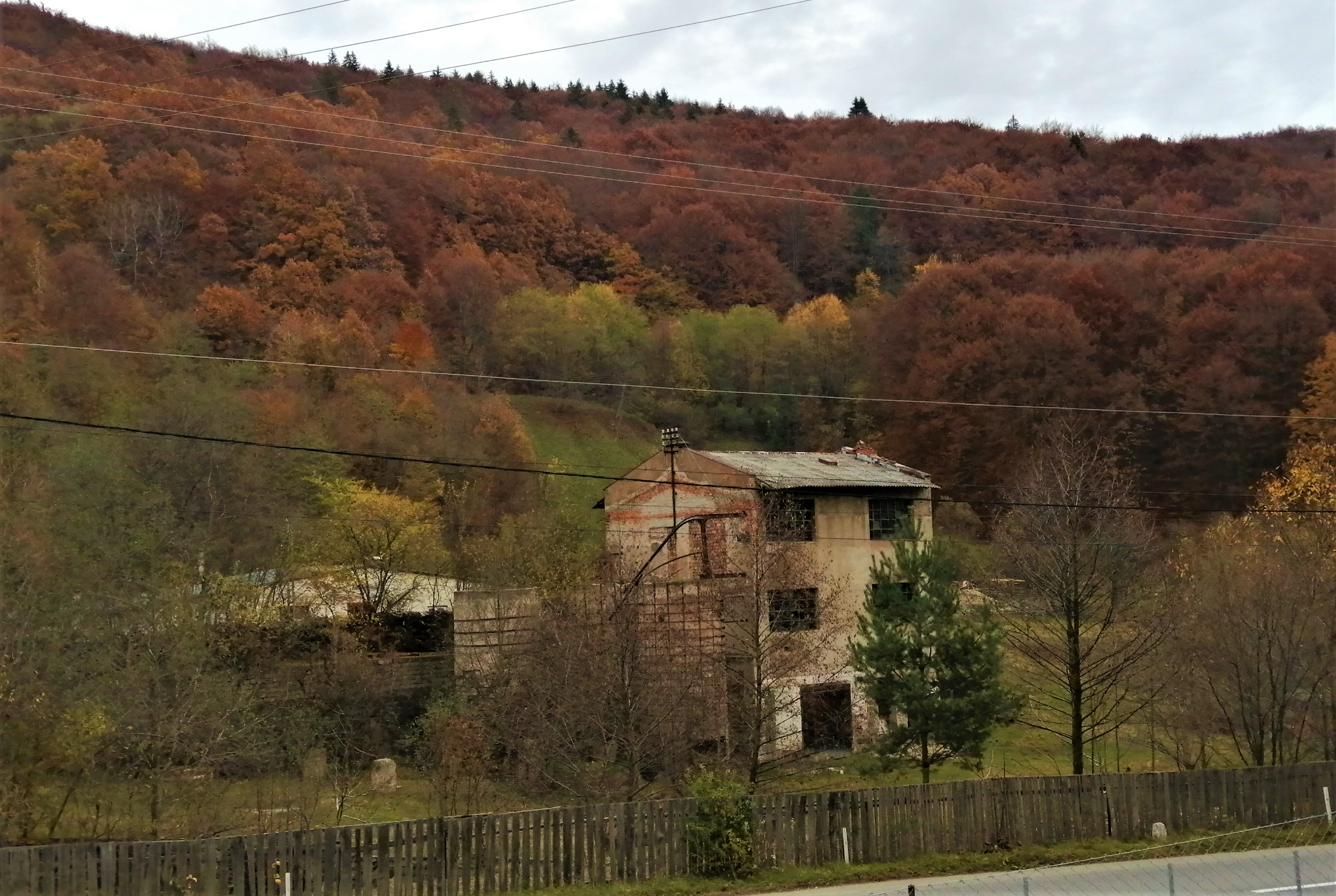
Lövétebányai előolvasztó kemencék
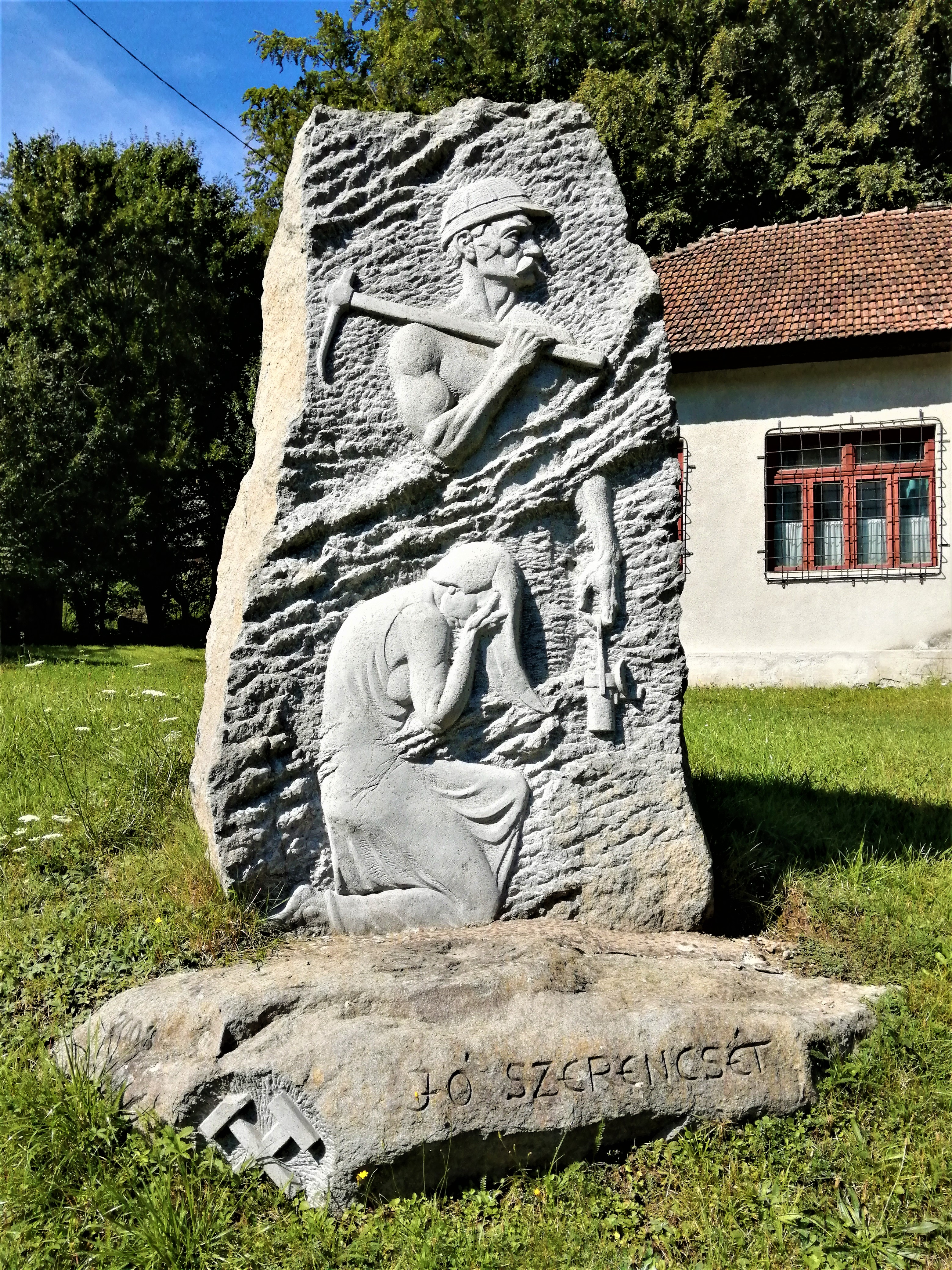
Lövétebányai emlékmű